# ウォーソー (ウィスコンシン州)
ウォーソー（Wausau）は、アメリカ合衆国ウィスコンシン州の都市。マラソン郡の郡庁所在地である。人口は3万9994人（2020年）。マラソン郡とリンカーン郡の2郡から成る都市圏の中核である。
州都マディソンの北約230km、ミネアポリス・セントポールの東約300kmに位置する。市の中心部をミシシッピ川の支流であるウィスコンシン川が南北に流れている。
初期は交通路となったウィスコンシン川と周辺の松林の存在によって製材業で発展した。森林資源が枯渇した後は保険業が興った。現代では、ウォーソーは製造業とサービス業のバランスの取れた地域経済構造を保ち、また酪農州ウィスコンシンの中でも五指に入る生乳生産量を誇り、特産品であるアメリカニンジンでは全米の生産量の95%を占める、農業の中心地ともなっている。州の石である赤御影石の産地でもあり、Wausau Red Granite のブランド名で知られている。
また、ウォーソーは全米有数のモン系アメリカ人集住地である。2010年の国勢調査によると、モン系住民は市の総人口の1割弱を占めている。

## 歴史

### 創設

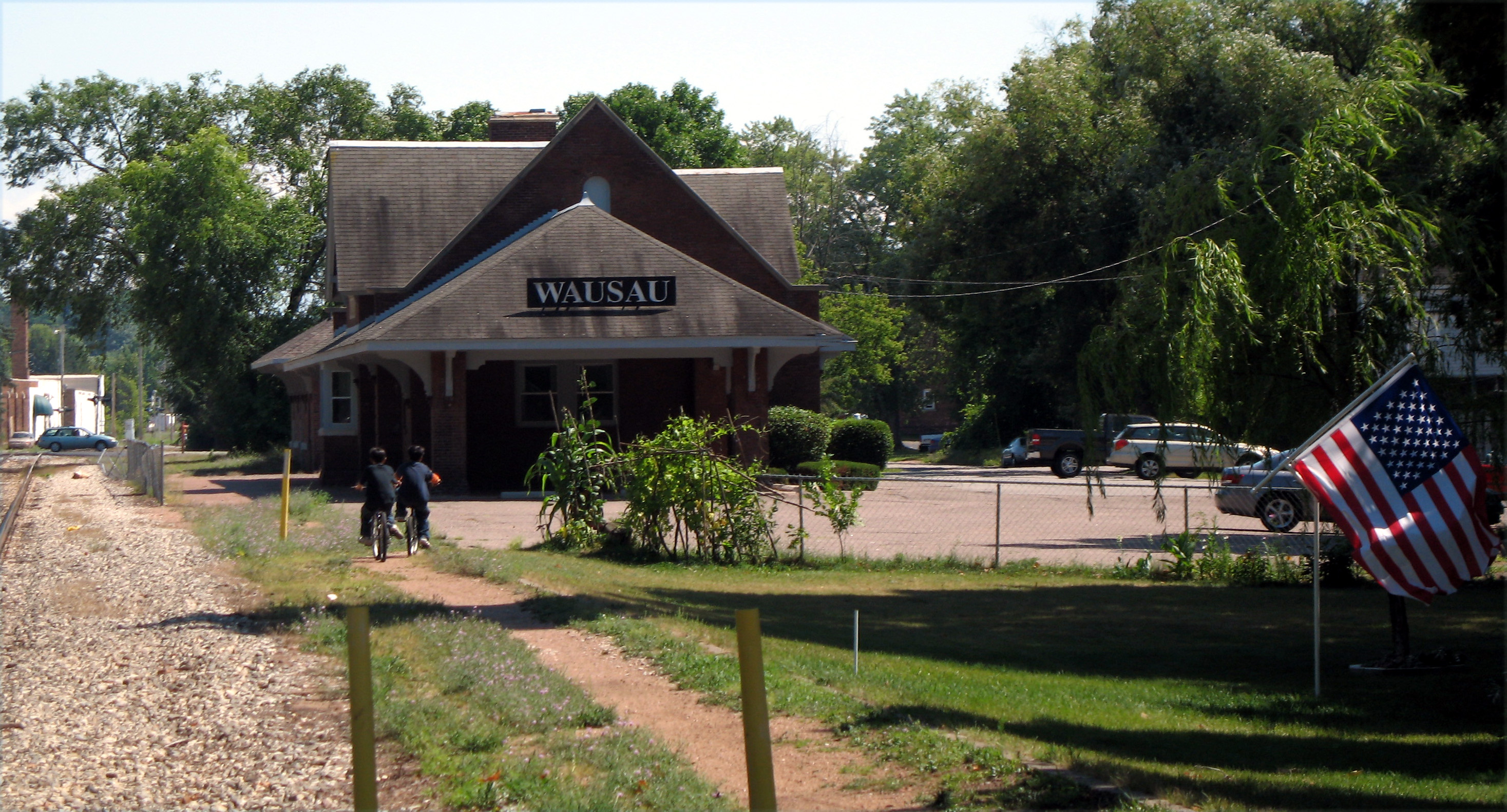
ウォーソー保険会社のロゴに使われている、もともとのミルウォーキー鉄道駅

ヨーロッパ人の入植以前、この地には数千年にわたってネイティブ・アメリカンが住み続けてきた。入植が始まった頃にこの地に住み着いていたのはオジブワ族であった。オジブワ族は数十年にわたって、フランス人入植者やフランス系カナダ人と毛皮取引をし、収益を上げていた。フレンチ・インディアン戦争の後は、この毛皮取引は東部からのイギリス系アメリカ人ワナ猟師たちが独占していった。
19世紀中盤、ニューヨーク州でエリー運河の完成後、五大湖周辺地域へと西進し、この地に入植した東部のヨーロッパ人入植者がまず目当てにしたのはウィスコンシン川であった。ウィスコンシン川はこの地で生産されたものを、ニューヨークをはじめとする東部の大市場へと運ぶ交通路の役割を果たした。この地に入植した最初のヨーロッパ人入植者であるフランス人探検家たちは、この地の泡立つ長い急流から、フランス語で「泡」を意味する bulle とかけて、この地をビッグ・ブル・フォールズ（Big Bull Falls）と呼んだ。やがて1836年にアメリカ合衆国政府と結んだ条約によって、オジブワ族はこの地のほとんどの土地を合衆国に割譲した。今日の市名である Wausau は、オジブワ族の言葉で「遠き地」もしくは「遠くから見える地」を意味する。
1840年、今日ウォーソーの南にあるスティーブンズポイントの市名の由来となったジョージ・スティーブンズは、この地で松を伐採して製材を始め、製材所を建てた。やがて、ウィスコンシン川沿いには他の起業家たちによって次々と製材所が建てられ、製材業はこの地における最初の一大産業となった。1846年にこの地にやってきたウォルター・マッキンドーはやがてこの地における産業・コミュニティの両面でリーダーとなり、その尽力によって1850年にマラソン郡が創設された。やがて、スティーブンズのこの地でのサクセスストーリーは全米の製材業者の間で知れ渡ることとなり、ニューヨーク州コートランド郡、ニューハンプシャー州キャロル郡、バーモント州オレンジ郡、およびメイン州南東部のワシントン・ハンコック両郡から製材業者がこの地に移入した。彼らは17世紀にイギリスからニューイングランドに入植した清教徒の子孫である「ヤンキー」であった。

### 初期の入植者

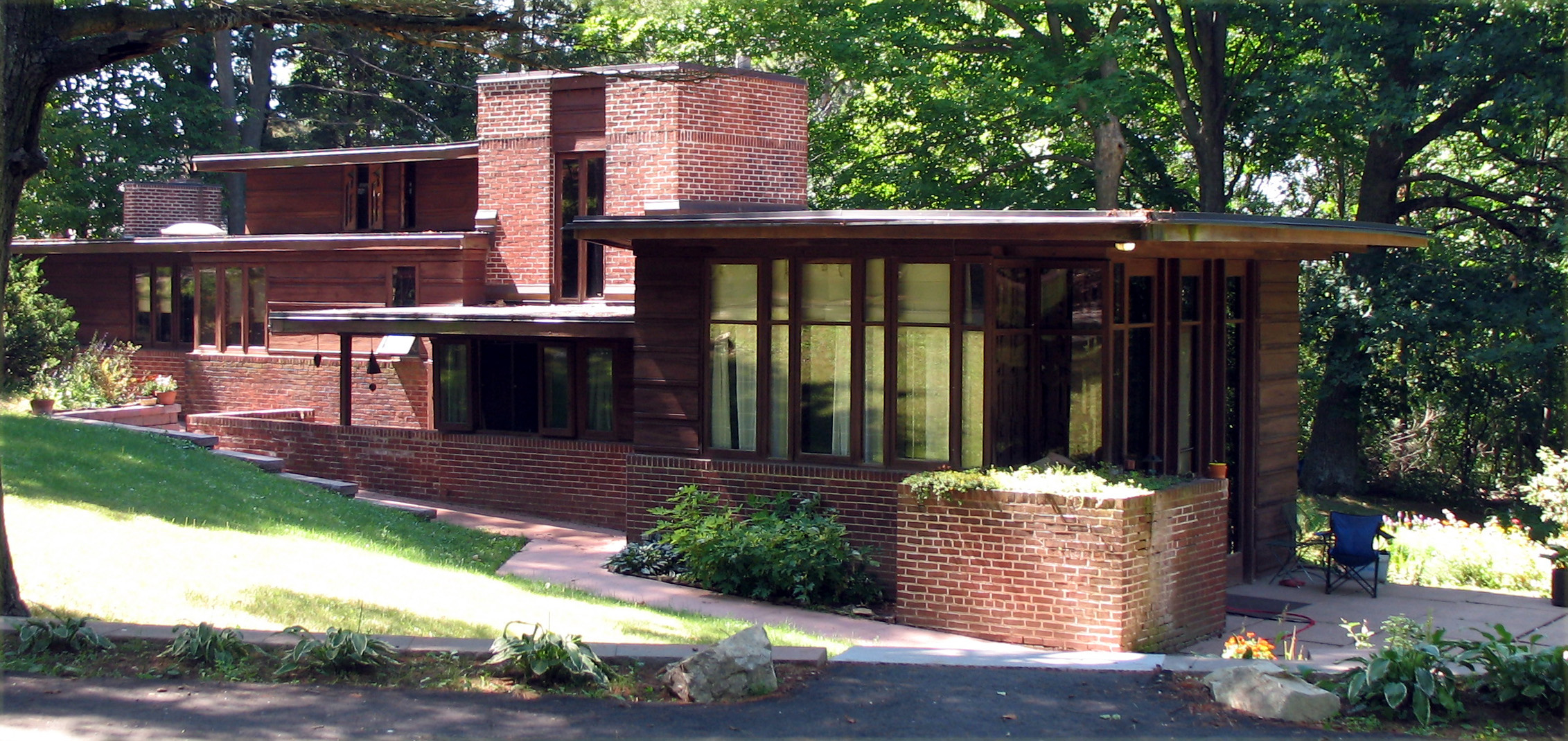
アンドリュー・ウォーレン歴史地区内に建つ、フランク・ロイド・ライトが設計したチャールズ・L・マンソン邸。ウォーソー市内には、このようなプレーリー・スクール様式の家屋がいくつか残っている。

1848年、革命から逃れてきたドイツ系移民がこの地に移入し、人口の増加をもたらした。ウォーソーは1852年に町として創設され、1861年には村として正式に法人化された。やがて教会や学校が建ち始め、産業や社会組織が興り始めた。1872年には、ウォーソーは市制を施行し、同年4月の第1火曜日に選挙が行われた。1874年には、ドイツ系移民のオーガスト・カークブッシュが初代市長に選出された。
その5年前、カークブッシュはドイツに一時帰国し、702人の同郷者を連れてこの地に戻ってきた。この時の702人は全て、この地に入植したと考えられている。また、カークブッシュはこの地で雑貨屋を始め、孫のオーガスト・カークブッシュ2世が店を引き継いだ。1917年、カークブッシュはダウンタウンの北東、グラント・ストリート513番地に、四辺形の質素な家を購入した。この家屋はアンドリュー・ウォーレン歴史地区の一部として、1984年に国家歴史登録財に登録された。
1874年にウォーソーまで鉄道が開通すると、入植者や産業がウォーソーにより流入しやすくなった。このことによって、森林資源が枯渇してきて下火になってきていた製材業に代わる、新たな地域経済の成長の源となる産業が生まれてきた。1900年代に入ると、森林資源の枯渇により製材所が相次いで閉鎖し、周辺の町村は軒並み衰退していったが、ウォーソーの街だけは成長を続けた。

### 20世紀

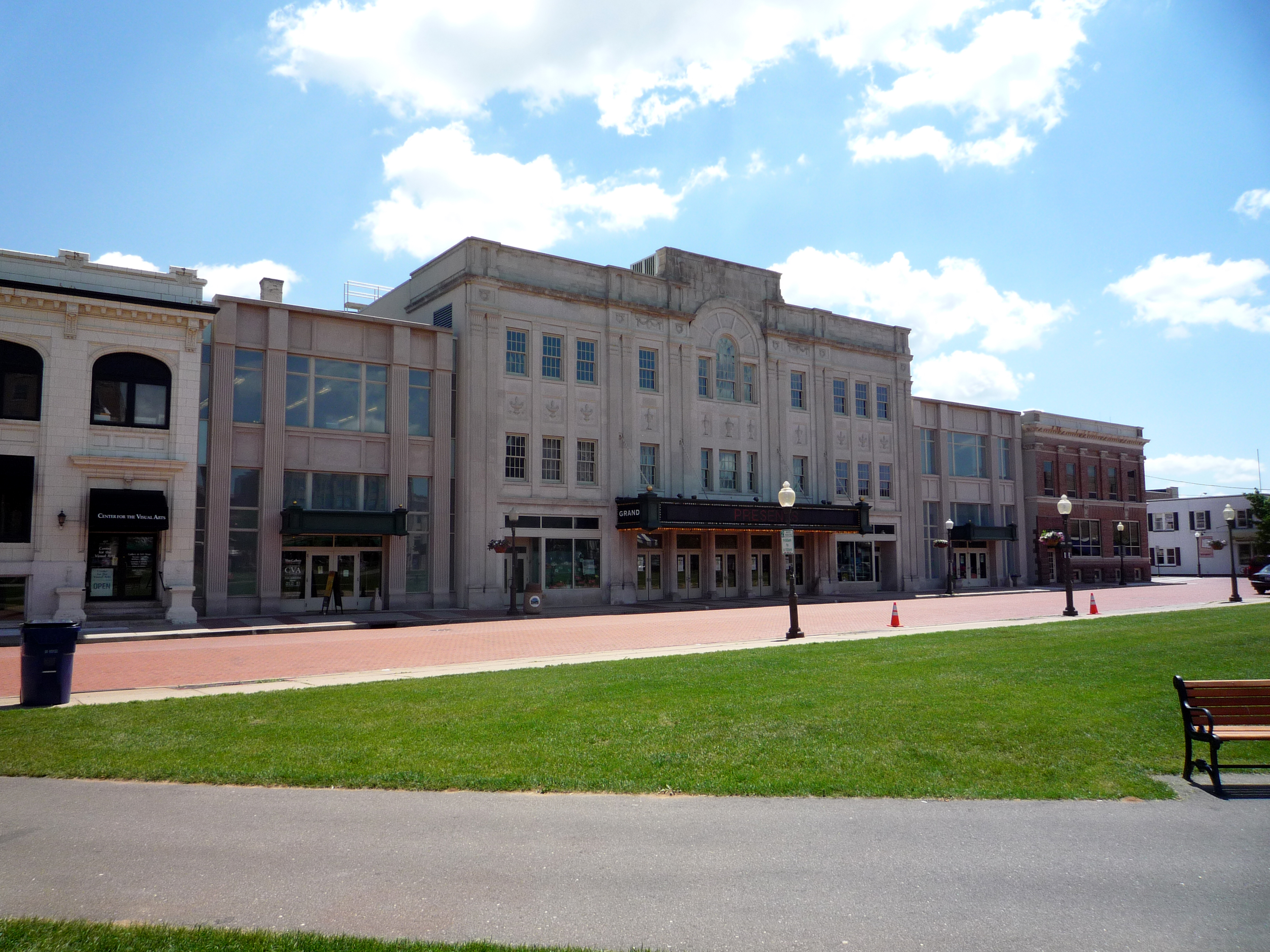
1927年に建てられたグランド・シアター

ウォーソーの街が生き残れた要因の1つには、ウィスコンシン川沿いの好立地が挙げられる。20世紀初頭、ウォーソー保険会社（現リバティ相互保険会社傘下）が設立され、ウォーソーの地域経済は多角化した。1954年に制定された同社のロゴには、ダウンタウンに立地するミルウォーキー鉄道の駅が使われている。
1929年のウォール街大暴落はウォーソーとその周辺地域に大きな打撃を与えた。多くの産業がレイオフや解雇、事業所そのものの閉鎖等によって、規模縮小に追い込まれた。それまで何十年も続いたウォーソーの成長は止まった。しかし、その後ニューディール政策によって、ウォーソーの近代化が大きく進んだ。第二次世界大戦後、市は人口以上に産業、教育、レクリエーション、小売といった面で、再び成長し続けるようになった。
CIAに雇われて、ベトナム戦争において北ベトナムと、またラオス内戦においてパテート・ラーオと戦ったモン族は、サイゴン陥落の後、1970年代末に数十万人単位で難民としてアメリカ合衆国に移入し、ウォーソーにも1976年4月にトンジェン・タオが家族と共に移入したのを皮切りに、大量に住み着くようになった。ウォーソーのカトリック教会やルーテル教会は、モン族難民がアメリカ合衆国での生活に適応できるよう援助した。また、1983年には、同様の目的で、非営利のウォーソー地域モン協会が設立された。
1980-90年代には再開発が進んだ。1983年、ダウンタウンの空き家化した建物67棟を取り壊し、ウォーソー・センターというショッピングモールが開店した。1990年代中盤から後半にかけて、ウォーソー市当局は経済および企業の需要拡大を受けて、西部工業団地の用地を買収し、開発した。1990年代後半には、市はダウンタウンの老朽化した建物を取り壊し、400ブロックという広場を造成した。その後、400ブロックは2011年に改修され、各種イベント用の常設ステージや、噴水等が設置された。2000年、市当局はダウンタウンの再開発や経済再構築を含む、ウォーソー中心業務地区マスタープランを策定した。

## 地理

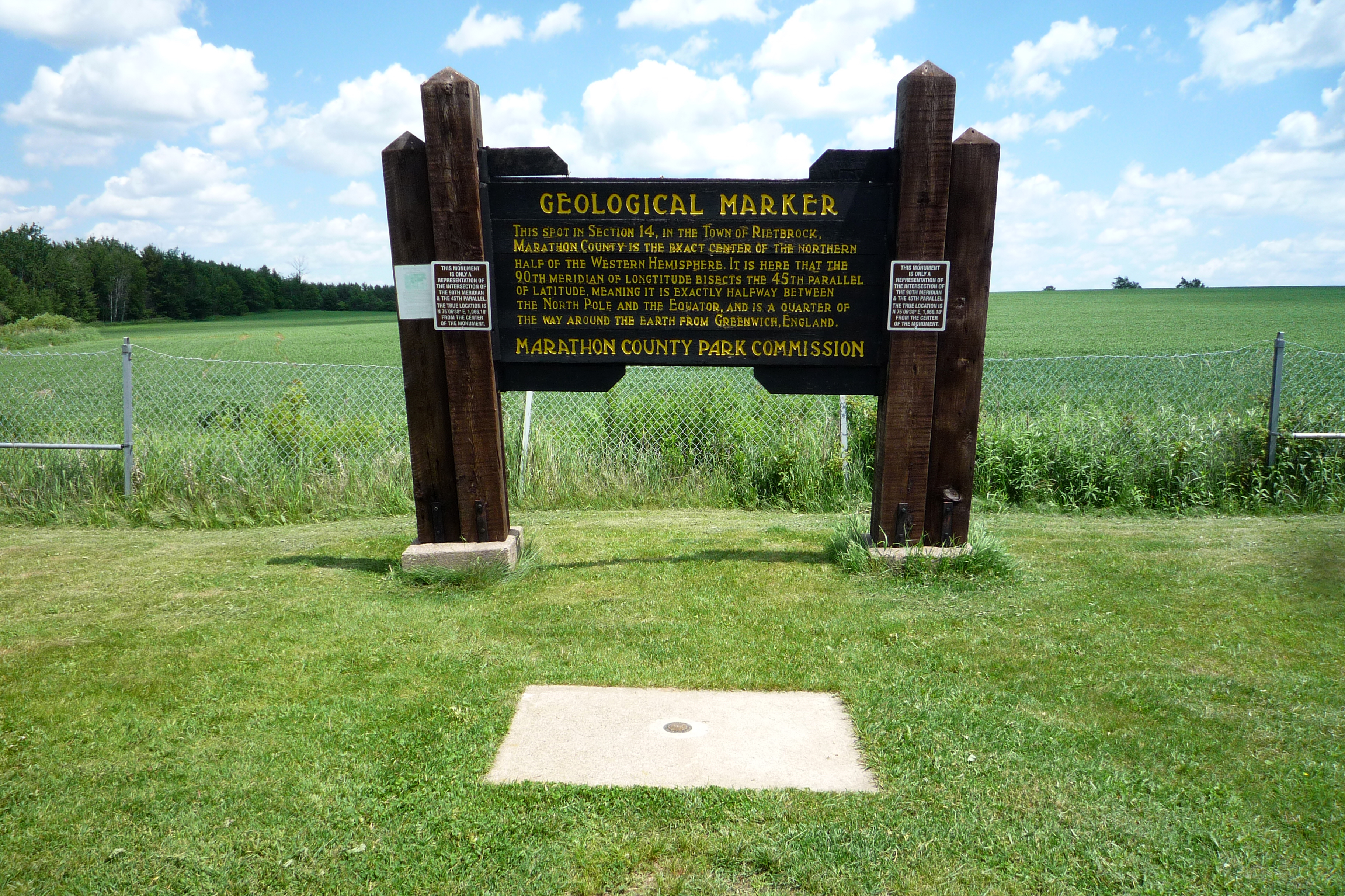
ウォーソー西郊に立つ45×90地点の標識

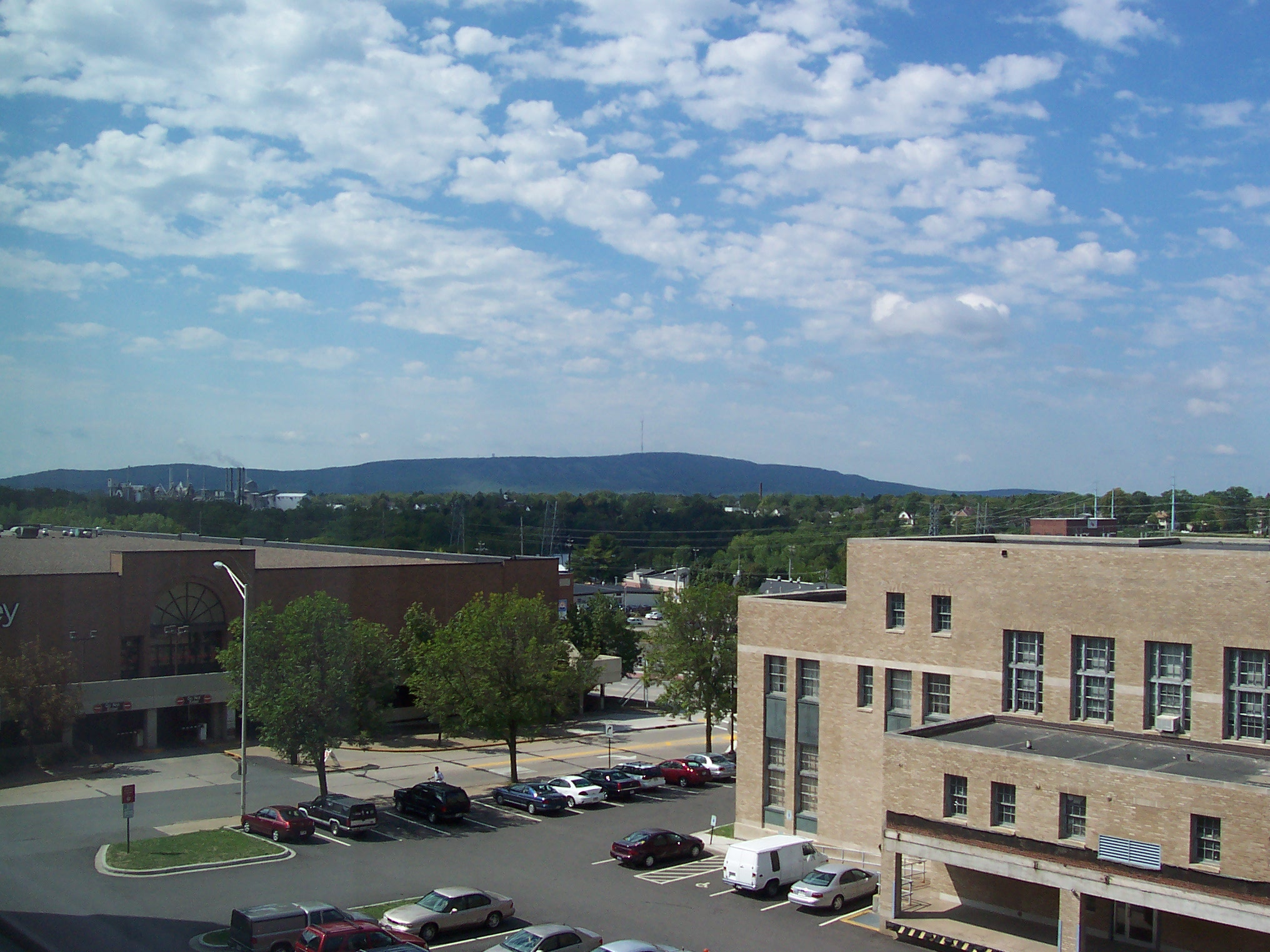
ウォーソーのダウンタウンからリブ山を望む

ウォーソーは北緯44度57分37秒 西経89度37分38秒 / 北緯44.96028度 西経89.62722度に位置している。市の北端付近を北緯45度線が通っており、西郊には45×90地点（北緯45度0分0秒 西経90度0分0秒 / 北緯45.00000度 西経90.00000度）がある。グリーンベイからは西北西へ約150km、州都マディソンからは北へ約230km、ミネアポリス・セントポールからは東へ約300kmに位置する。
アメリカ合衆国国勢調査局によると、ウォーソー市は総面積51.90km2（20.04mi2）である。そのうち48.64km2（18.78mi2）が陸地で3.26km2（1.26mi2）が水域である。総面積の6.28%が水域となっている。市の標高は371mである。
市の南西約7kmには、氷河による浸食で形成された残丘であるリブ山（標高586m）がそびえる。リブ山の山域はリブ山州立公園に指定されている。

### 気候
ウォーソーの気候は、涼しい夏と寒さの厳しい冬に特徴付けられる内陸性の気候である。最も暖かい7月でも平均気温は約21℃、最高気温の平均は約28℃で、日中の最高気温が32℃を超えることはまれである。最も寒い1月の平均気温は氷点下10℃、最低気温の平均は氷点下14℃で、毎日気温が氷点下に下がる。降水量は春季・夏季の5-9月にかけて多く、月間90-115mm程度、冬季の12月から3月にかけては少なく、月間25-40mm程度である。冬季の11月から3月にかけては、月間15-30cm程度の降雪が見られる。年間降水量は840mm程度、年間降雪量は130cm程度である。ケッペンの気候区分では、ウォーソーは中西部の北側に広く分布する亜寒帯湿潤気候（Dfb）に属する。
|               | 1月   | 2月  | 3月  | 4月  | 5月  | 6月   | 7月  | 8月   | 9月  | 10月 | 11月 | 12月 | 年    |
| ------------- | ----- | ---- | ---- | ---- | ---- | ----- | ---- | ----- | ---- | ---- | ---- | ---- | ----- |
| 平均気温（℃） | -10.0 | -8.3 | -2.2 | 6.7  | 13.3 | 18.3  | 21.1 | 20.0  | 15.6 | 8.9  | 0.0  | -7.2 | 6.7   |
| 降水量（mm）  | 25.4  | 25.4 | 43.2 | 68.6 | 88.9 | 114.3 | 94.0 | 114.3 | 99.1 | 73.7 | 55.9 | 35.6 | 838.4 |
| 降雪量（cm）  | 24.6  | 29.2 | 31.2 | 7.4  | 1.3  | -     | -    | -     | 0.3  | 0.5  | 15.5 | 21.3 | 131.3 |

### 都市概観と建築物
ウォーソーの街路は整然と区画されている。数字のついた通りはウィスコンシン川の両岸にあって南北に通っており、東岸は1stストリートから、また西岸は1stアベニューから、それぞれウィスコンシン川から離れるほど数字が大きくなる。ダウンタウンは主にウィスコンシン川の東岸に形成されており、3rdストリート、4thストリート、スコット・ストリート、およびジェファーソン・ストリートに囲まれた400ブロックがその中心になっている。また、ウィスコンシン川の西岸にも、概ね4thアベニュー以東に商業地区が形成されている。市中心部のウィスコンシン川には東行専用のスラウ橋、および西行専用のフォールズ橋の2本の橋が架かっている。
ウォーソーで最も高い建物は、2007年に完成した、ダウンタウンのウィスコンシン河畔、1stストリートとスコット・ストリートの北西角に建つファースト・ウォーソー・タワーである。地上11階建て（地下1階）、高さ73.5mのこの高層ビルは、ウィスコンシン州内でミルウォーキー以外では、商業用ビルとしては最も高いビルである。

## 政治

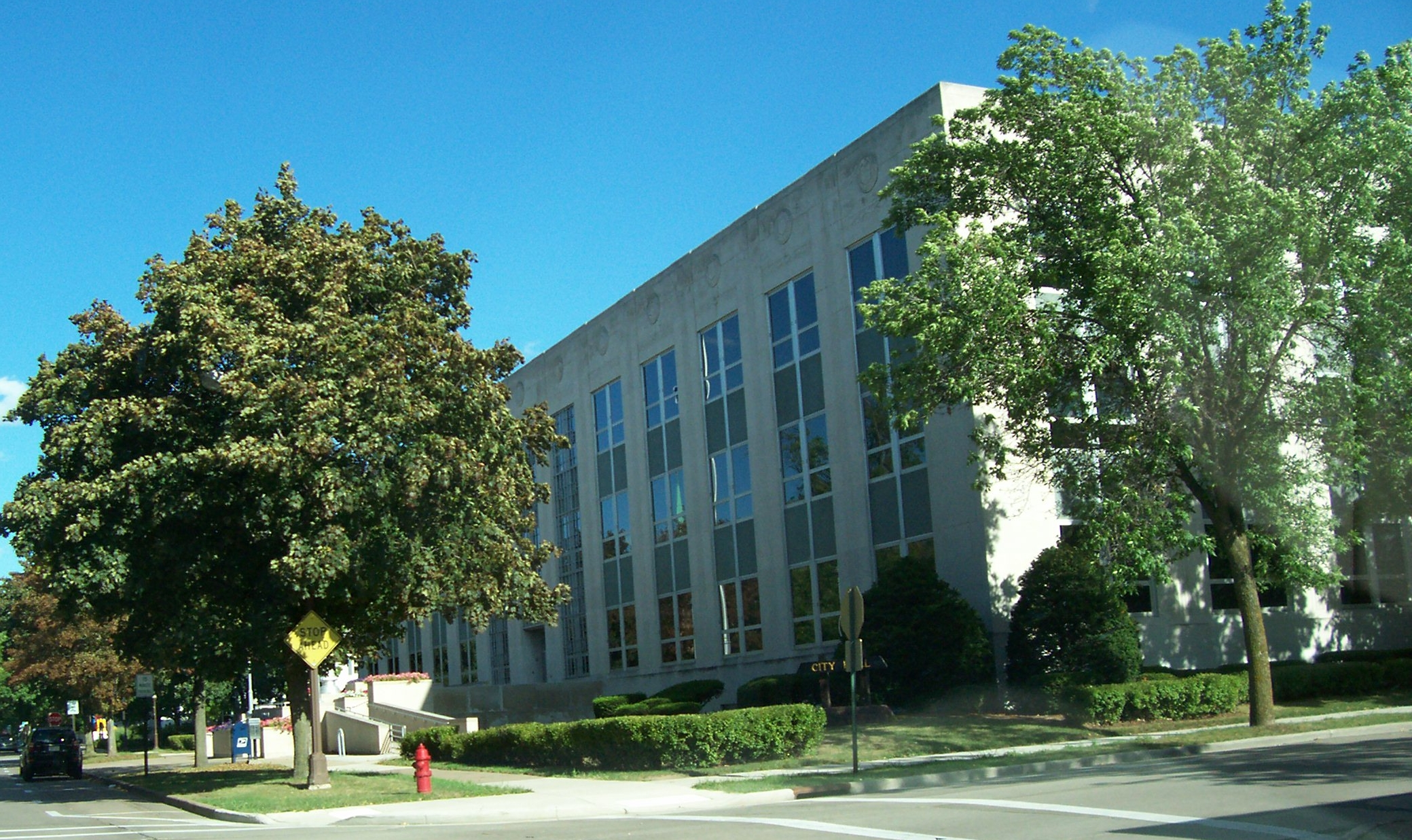
ウォーソー市庁舎

ウォーソーは市長制を採っている。市長は市の行政の最高責任者であり、350名を数える市職員の指揮命令、市政府各局の管理、市議会の監督、予算の作成、市の経済開発に責任を負う。市長は全市からの投票で選出され、その任期は4年である。
市の立法機関である市議会は11人の議員から成っている。11人の市議員全員が、市を11に分けた小選挙区から1人ずつ選出される。市議員の任期は2年である。

## 経済

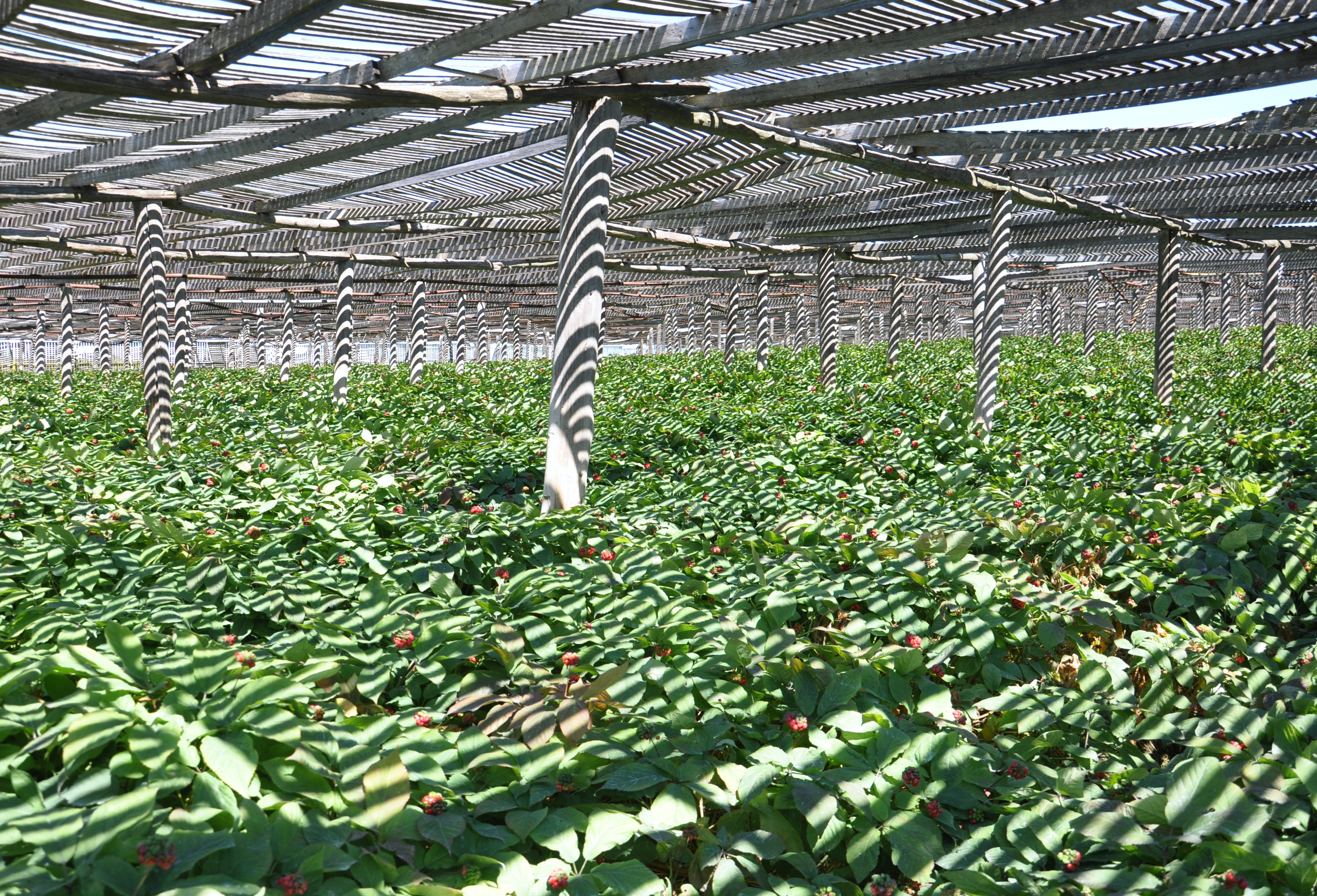
ウォーソー郊外のモンク人参園で栽培されているアメリカニンジン

ウォーソーを中心とするマラソン郡の地域経済は、その約1/3が製造業に依っているものの、サービス業とのバランスの取れた経済構造になっており、失業率が州平均を下回る、安定した雇用をもたらしている。ウォーソーの主な産業としては、製紙業、保険業、観光業等が挙げられる。
また、ウォーソーの地域経済においては農業も重要である。ウィスコンシン州は全米屈指の酪農州であるが、その中でもマラソン郡は、生乳の年間生産量が58万tを超え、西隣のクラーク郡や、フォンデュラク郡、マニトワック郡、デーン郡と共に州内でも五指に入る。また、アメリカニンジンの生産においては、マラソン郡1郡のみで全米の生産量の95%を占めている。
また、ウォーソーの北郊には、1895年から採石が続けられ、Wausau Red Granite のブランド名で知られる赤御影石の採石場がある。赤御影石はこの地域における埋蔵量の豊富さ、特異さ、および経済的・歴史的価値から、ウィスコンシン州の石に指定されている。

## 交通

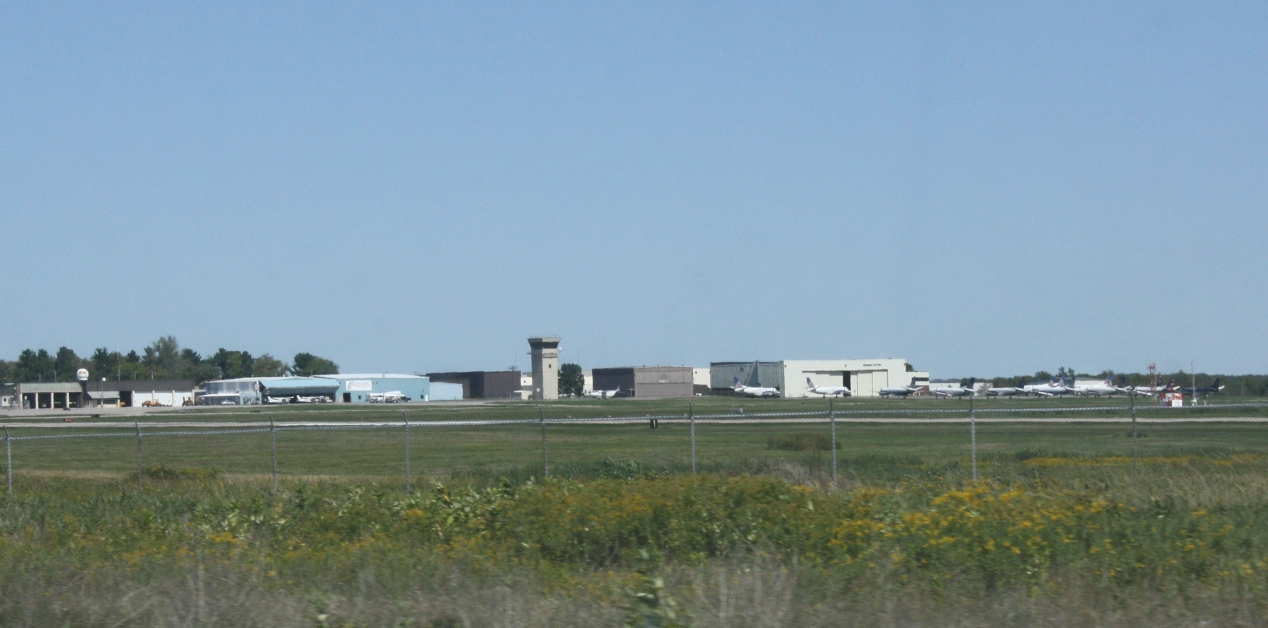
セントラル・ウィスコンシン空港

ウォーソー都市圏の玄関口となる商業空港は、ウォーソーのダウンタウンから南へ約20km、南郊のモサイニーに立地するセントラル・ウィスコンシン空港（IATA: CWA）である。この空港には、アメリカン航空およびユナイテッド航空がシカゴ・オヘアへ、またデルタ航空がミネアポリス・セントポールおよびデトロイトへの便をそれぞれ発着させている。ウォーソーのダウンタウンのすぐ南にも、ウォーソー・ダウンタウン空港（IATA: AUW）が立地しているが、こちらはゼネラル・アビエーションと呼ばれる、自家用機やチャーター機の発着が主となっている、規模の小さい空港である。

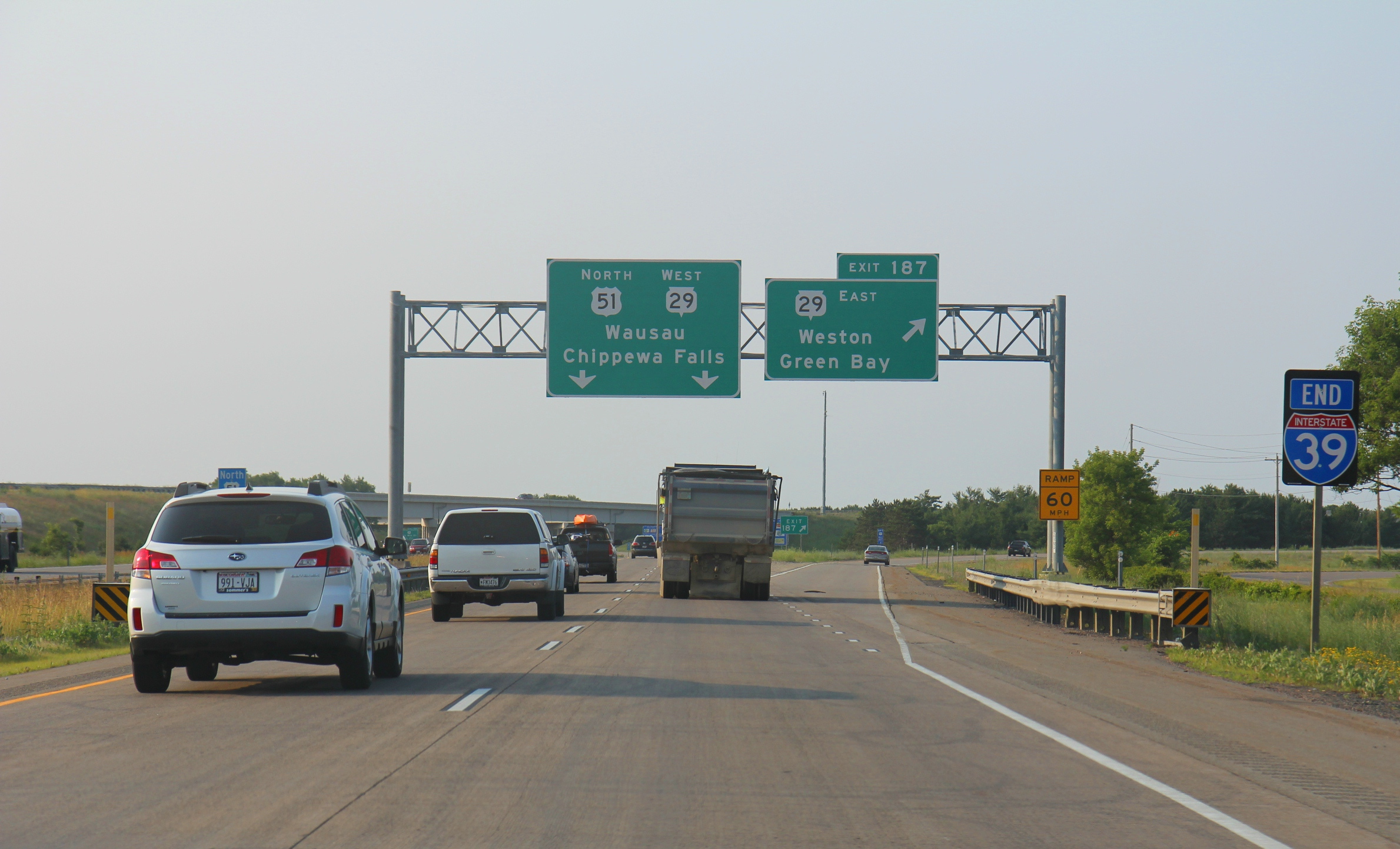
I-39終点

州間高速道路I-39はウォーソーの南郊、州道29号線（グリーンベイ方面）とのジャンクションを北の起点/終点としている。I-39はウィスコンシン州中央部を縦断する高速道路で、州都マディソンやジェーンズビルを通ってイリノイ州との州境を越え、ロックフォードやブルーミントン・ノーマルへと至る。このジャンクション以北では、国道51号線が高速道路規格となっており、ウォーソーのダウンタウンの西を通り、北郊へも至っている。ダウンタウンの西では国道51号線と州道29号線（オークレア方面）のジャンクションがある。州道29号線は州中央部を横断する高速道路規格の道路になっており、グリーンベイでI-41に、またオークレアの北でI-94にそれぞれ接続しており、ミルウォーキーやミネアポリス・セントポールへとそれぞれ至る。
ダウンタウンにあるトランジット・センターには、オークレア・セントポール・ミネアポリス方面やグリーンベイ・ミルウォーキー方面へと至る、ジェファーソン・ラインズの中長距離バスが発着している。また、トランジット・センターは、市内の公共交通機関となっている、7系統から成るメトロ・ライドという路線バス網のハブにもなっている。

## 教育

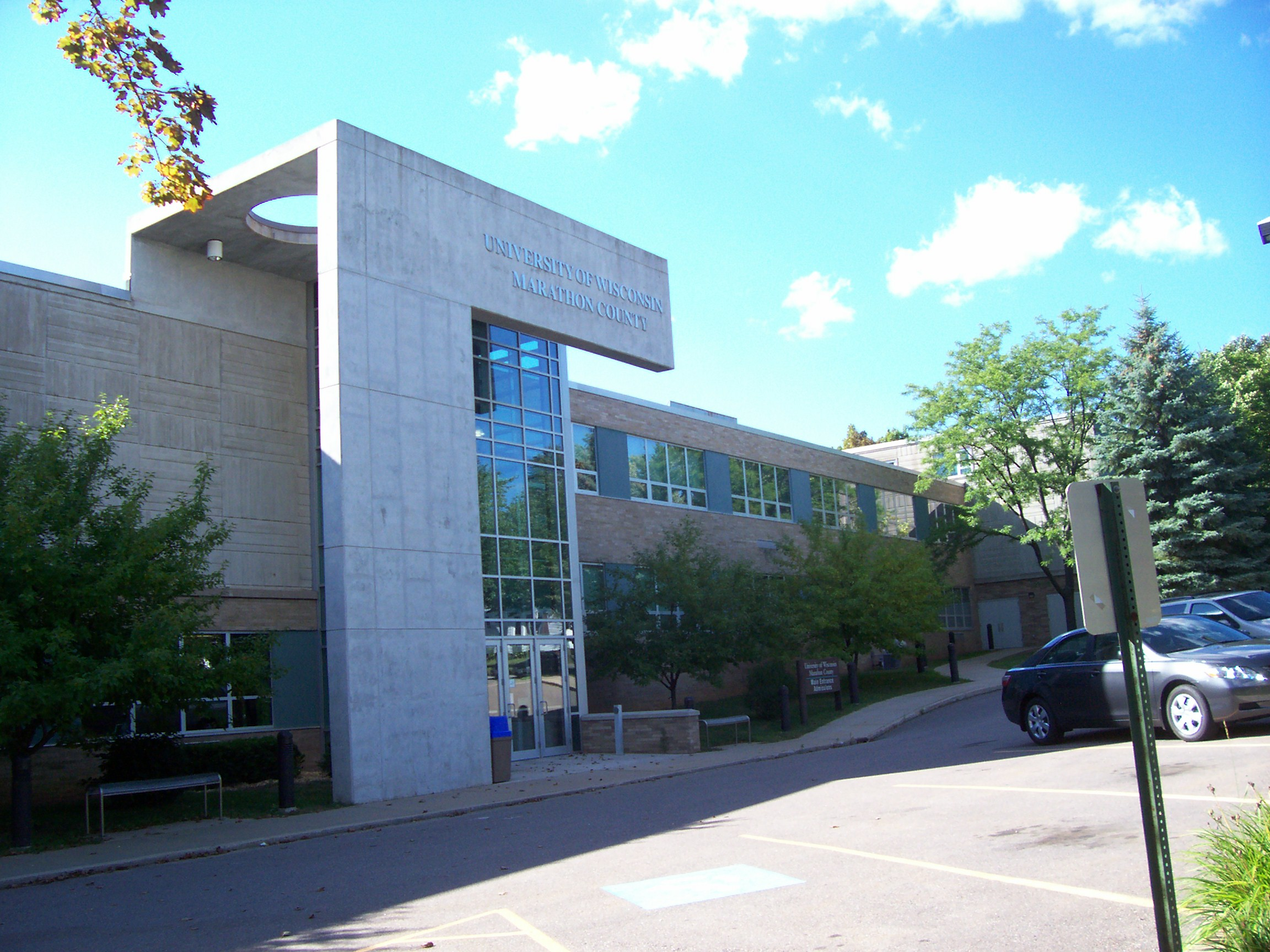
ウィスコンシン大学マラソン郡校

ウィスコンシン大学マラソン郡校はウォーソーのダウンタウンの西にキャンパスを構えている。同校はウィスコンシン大学システムを成す2年制のウィスコンシン大学カレッジの1校である。同校は1,100人の学生を抱え、その半数近くがパートタイム、また22歳以上の学生がその約1/4を占めている。同校には準学士の学位を授与する教養学部のほか、履修証明を授与するコースも設置されている。また、同校は既にウィスコンシン大学カレッジやコミュニティ・カレッジで準学士の学位を取得した学生に対して、応用教養学部において学士の学位を授与しているほか、スティーブンズポイント校の経営学部、プラッツビル校の工学部、およびオシュコシュ校の人間サービスリーダーシップ学部の講義も開講している。
市北西部にはノースセントラル・テクニカル・カレッジのウォーソー校がキャンパスを置いている。同学はその名が示す通り、州北中部6ヶ所にキャンパスを置くコミュニティ・カレッジであり、ウォーソー校はその本部である。同校は170以上のプログラムを有し、準学士の学位やディプロマ、履修証明を授与している。また、同校キャンパスにはウィスコンシン大学グリーンベイ校や、アッパーアイオワ大学のサテライトキャンパスも置かれている。

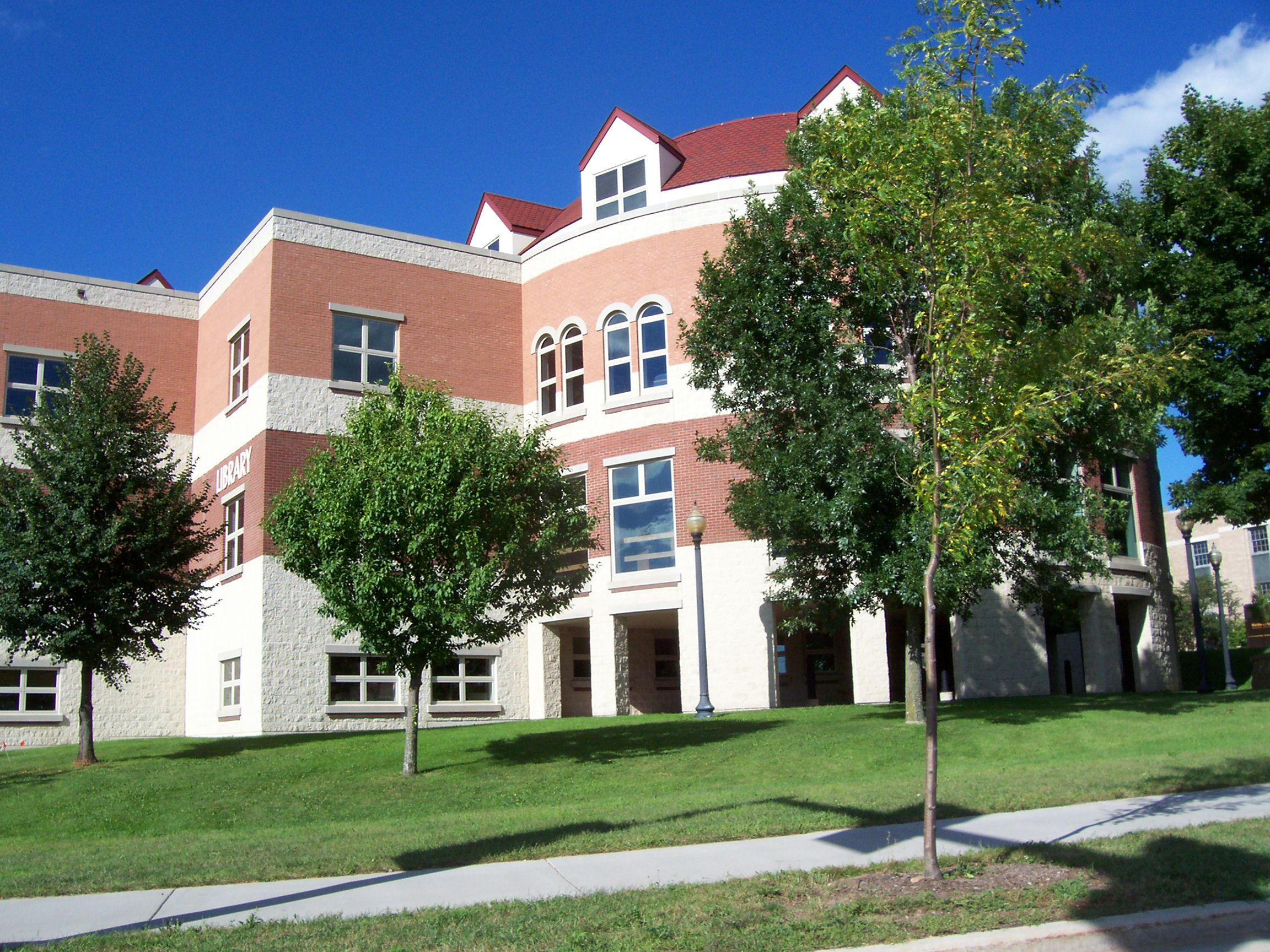
マラソン郡公立図書館ウォーソー本館

ウォーソーにおけるK-12課程はウォーソー学区の管轄下にある公立学校によって主に支えられている。同学区は小学校14校、中学校2校、および高校2校を有している。また、市西部はD・C・エベレスト公立学区の管轄区域となっている。同学区は小学校（幼稚園・1-5年生）6校、中学校（6-7年生）1校、中等学校（8-9年生）1校、高校（10-12年生）1校、および中高一貫チャーター・スクール（6-12年生）1校を有している。加えて、カトリック系やルーテル教会系の私立学校もいくつかある。
マラソン郡公立図書館のウォーソー本館はダウンタウンのスラウ橋東詰北側、1stストリートとの北西角に立地している。同館は1907年にカーネギー図書館の1館として開館したものである。同館はウォーソーの本館のほか、郡内8ヶ所に支館を置いている。

## 文化と名所
| マラソン郡歴史協会 左: 博物館 / 右: 事務所・図書館・売店 |  | マラソン郡歴史協会 左: 博物館 / 右: 事務所・図書館・売店 |
| マラソン郡歴史協会 左: 博物館 / 右: 事務所・図書館・売店 |  |                                                          |

ダウンタウンの北、4thストリートと5thストリートの間のマッキンドー・ストリート沿いには、マラソン郡歴史協会の所有する、2棟の歴史的家屋が並んでいる。白いクラシカル・リバイバル様式の豪邸は、もともとは1901年に、ミシガン州出身の実業家、サイラス・ヨーキーの邸宅として建てられたものであった。この豪邸は夫妻の死後、1954年に孫によってマラソン郡歴史協会に寄贈され、現在は家屋・庭園ともに、博物館として一般に公開されている。この邸宅は、1974年にサイラス・C・ヨーキー邸として国家歴史登録財に登録された。また、隣に建つレンガ造のプレーリー・スクール様式のウッドソン邸は、1914年に建てられたもので、現在は同協会の事務所、図書館、および売店となっている。

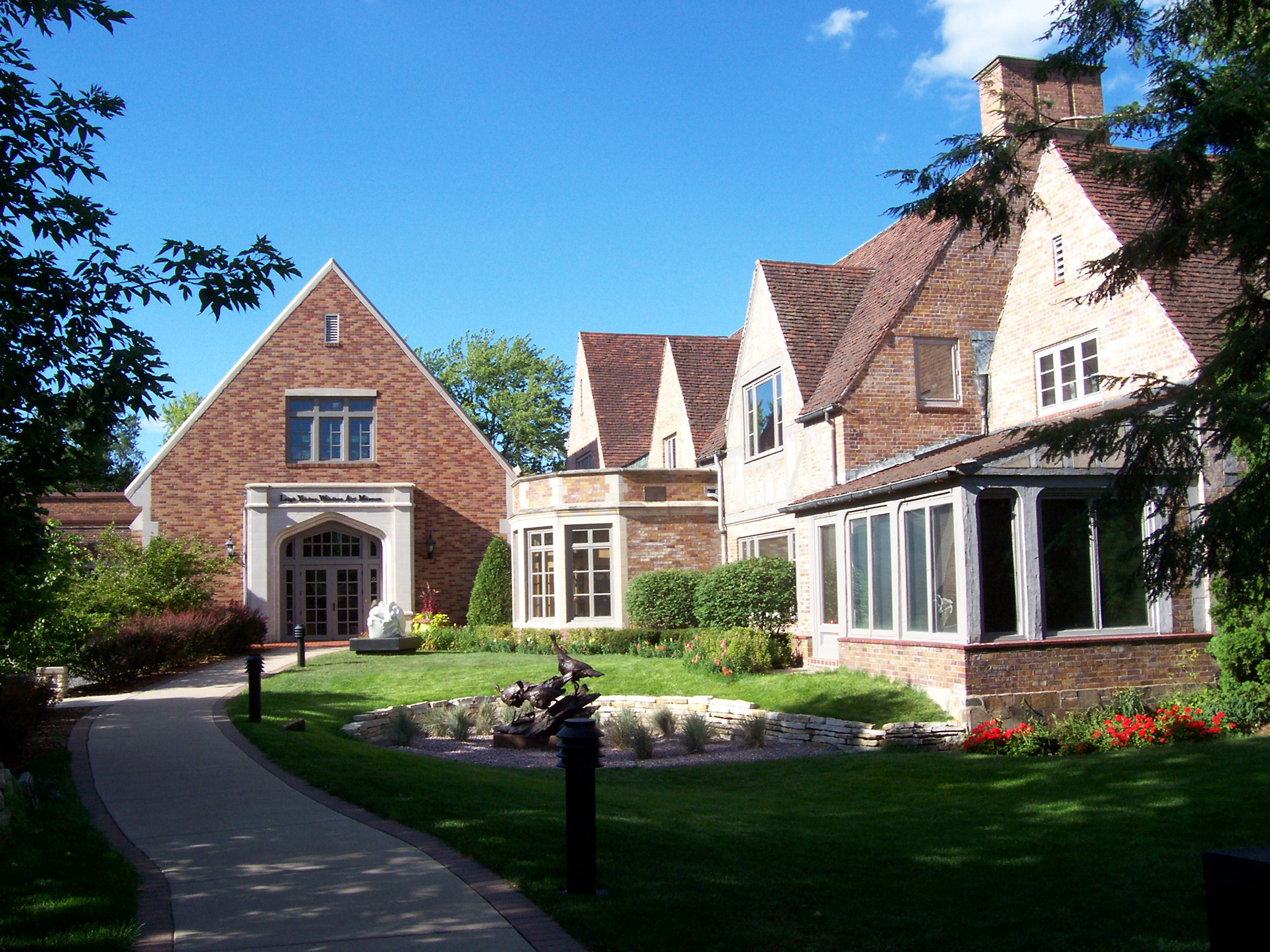
リー・ヨーキー・ウッドソン美術館

市東部、12thストリートとフランクリン・ストリートの南西角にはリー・ヨーキー・ウッドソン美術館が立地している。同館のチューダー様式の家屋と4エーカー（16,000m2）の敷地はもともとフォレスター家の豪邸で、1973年に寄贈され、1976年に美術館に転用されたものである。同館は特に、開館当時からの収蔵品である、Birds in Art と呼ばれる、野鳥を描いた作品群で知られている。また、ガラス工芸や磁器の作品も収蔵している。また、同館の庭園には彫刻作品が展示されている。

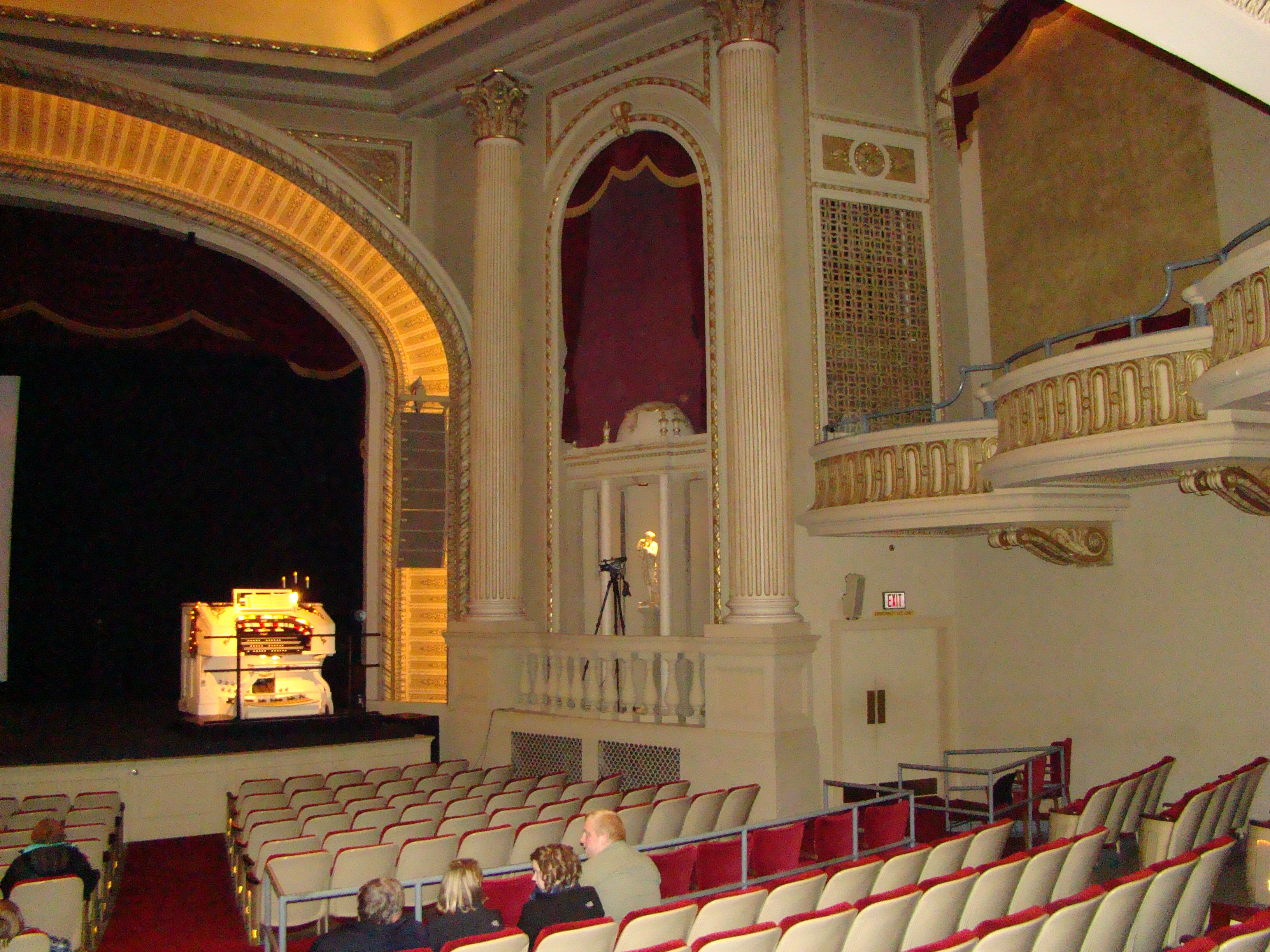
グランド・シアターの客席と舞台

ダウンタウンの中心、400ブロックの東隣には、ウォーソーのみならず州中北部を代表する劇場であるグランド・シアターが立地する。この場所にはもともと、1899年に建てられたグランド・オペラ・ハウスが立地していたが、1927年4月に取り壊され、その跡地に同年11月、感謝祭の日に、クラシカル・リバイバル様式で建てられたグランド・シアターが開館した。1,470席を有するこの劇場では、現在では年間300以上の公演が行われている。

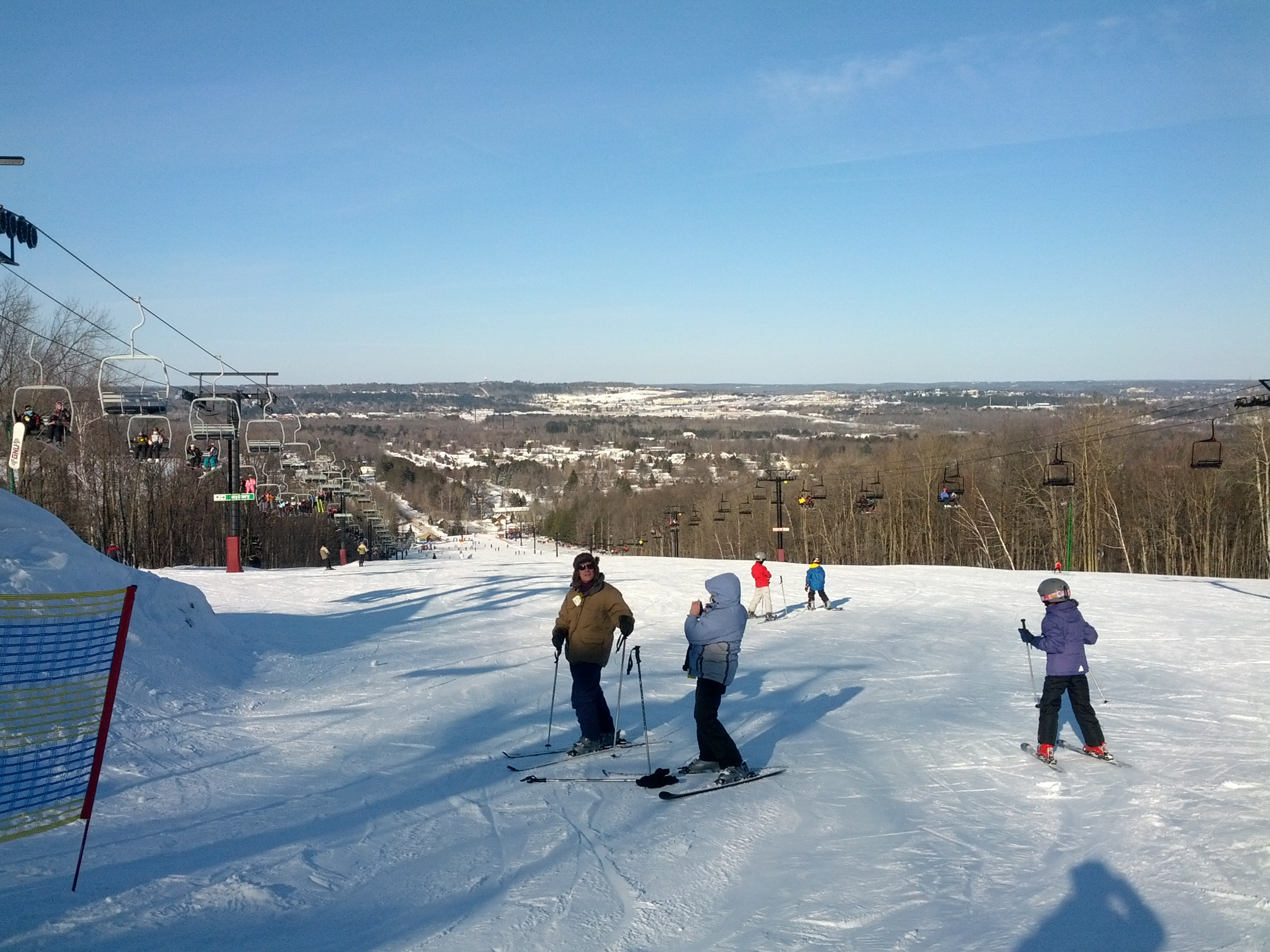
グラニート・ピーク・スキー場

ウォーソーはアウトドアの機会にも恵まれている。ダウンタウンのウォーソー・センター・モールの西側にはウォーソー・ホワイトウォーター・パークが広がっている。ウィスコンシン川の流路を利用した長さ1/3マイル（536.5m）、クラスII/IIIの同園のホワイトウォーターでは、あらゆるレベルの漕ぎ手が街中にいながらにしてホワイトウォーターでのカヌーやカヤックを楽しめるようになっている。また、リブ山の北斜面にはグラニート・ピーク・スキー場が立地している。このスキー場は405エーカー（164,000m2）の敷地に初心者用から超上級者用まで75本のコースを有し、最大標高差700フィート（213.4m）を誇る、中西部随一のスキー場である。また、同スキー場はモーグルのコースや、ジブやジャンプ台を備えた、テライン・パークスというフリースタイルスキー用のコースも有している。

## 人口動態

### モン系住民
ウィスコンシン州自体がカリフォルニア州およびミネソタ州に次ぐ全米第3のモン系アメリカ人集住州であるが、中でもウォーソーは州内でも、そして全米でも有数のモン系アメリカ人集住地である。2010年の国勢調査では、ウォーソー市内のモン系住民は3,783人を数えた。これは州内ではミルウォーキーに次ぐ数字であり、また市の総人口の9.67%を占める。ウォーソー都市圏には5,927人のモン系住民を抱えており、これは州内ではやはりミルウォーキー都市圏に次ぎ、全米でも第8位という規模である。
前述の通り、モン系住民はベトナム戦争およびラオス内戦において、アメリカ合衆国側について戦い、敗戦後にそれまでの居住地からアメリカ合衆国に移入してきた少数民族モン族の難民、およびその子孫である。しかし、モン族が英語やアメリカ合衆国の文化に馴染むことは容易ではなく、モン系1世の大多数は低賃金での工場労働に従事している。英語能力や職務能力の低さから就労の機会にも恵まれないため、モン系住民への社会福祉費は高騰を続けており、また教育機関等での特別支援にもコストがかかっている。一方、ウォーソーで生まれ育った2世以降のモン系住民は、高校を卒業すると、奨学金を手にしてウィスコンシン大学マディソン校をはじめとする市外の大学へ進学したり、より就労機会に恵まれたシカゴ、ミルウォーキー、ミネアポリス・セントポールといった大都市へ流出したりして、ウォーソーを離れてしまうため、世代間の断絶や、それまでにかけたコストの割にはウォーソーの地域経済には寄与しないという問題もある。一方で、モン語は20世紀中盤に至るまで文字を持たず、口承であったため、アメリカ合衆国において伝承のしようがなく、英語で教育を受け生活する間に、モン族固有の言語や文化が失われてしまう危惧も、モン系住民の中にはある。

### 都市圏
右図および下表に示す通り、ウォーソーの都市圏は2郡から成っている。広域都市圏はこの都市圏に、南東のスティーブンズポイント、および南西のウィスコンシンラピッズ・マーシュフィールドの2つの小都市圏をあわせた4郡にまたがっている。広域都市圏の面積は10,408km2（4,018mi2）である。
右図はウィスコンシン州におけるウォーソー・スティーブンズポイント・ウィスコンシンラピッズ広域都市圏の位置を示している。この広域都市圏に含まれる都市圏および小都市圏はそれぞれ、下記の色で示されている。
  ウォーソー・ウェストン都市圏
  スティーブンズポイント小都市圏
  ウィスコンシンラピッズ・マーシュフィールド小都市圏
また、ウォーソーの都市圏および広域都市圏を形成する各郡の人口は以下の通りである（2010年国勢調査）。
ウォーソー・ウェストン都市圏
| 郡           | 州               | 人口      |
| ------------ | ---------------- | --------- |
| マラソン郡   | ウィスコンシン州 | 134,063人 |
| リンカーン郡 | ウィスコンシン州 | 28,743人  |
| 合計         | 合計             | 162,806人 |

ウォーソー・スティーブンズポイント・ウィスコンシンラピッズ広域都市圏
| 都市圏/小都市圏                                    | 郡                           | 州                           | 人口      |
| -------------------------------------------------- | ---------------------------- | ---------------------------- | --------- |
| ウォーソー・ウェストン都市圏                       | ウォーソー・ウェストン都市圏 | ウォーソー・ウェストン都市圏 | 162,806人 |
| ウィスコンシンラピッズ・マーシュフィールド小都市圏 | ウッド郡                     | ウィスコンシン州             | 74,749人  |
| スティーブンズポイント小都市圏                     | ポーテージ郡                 | ウィスコンシン州             | 70,019人  |
| 合計                                               | 合計                         | 合計                         | 307,574人 |

### 市域人口推移
以下にウォーソー市における1860年から2010年までの人口推移をグラフおよび表で示す。
| 統計年 | 人口     |
| ------ | -------- |
| 1860年 | 543人    |
| 1870年 | 1,349人  |
| 1880年 | 4,277人  |
| 1890年 | 9,253人  |
| 1900年 | 12,354人 |
| 1910年 | 16,560人 |
| 1920年 | 18,951人 |
| 1930年 | 23,758人 |
| 1940年 | 27,268人 |
| 1950年 | 30,386人 |
| 1960年 | 31,943人 |
| 1970年 | 32,806人 |
| 1980年 | 32,426人 |
| 1990年 | 37,060人 |
| 2000年 | 38,426人 |
| 2010年 | 39,106人 |

## 註
1. ↑  “Quickfacts.census.gov”. 2024年4月1日閲覧。
2. 1 2 3 4 5 6 7 8  History - The Wausau Story. City of Wausau. 2017年2月8日閲覧.
3. ↑  Holbrook, Stewart. The Yankee Exodus: An Account of Migration from New England. The MacMillan Company. 1950年. ASIN B0000CHQEZ.
4. ↑  About the Goerling-Kirkbusch House. Eaton John Overbey. 2017年2月14日閲覧.
5. 1 2  WISCONSIN - Marathon County. National Register of Historic Places. 2017年2月14日閲覧.
6. ↑  Federal Writers Project. Wisconsin: A Guide to the Badger State. p.381. Scholarly Press. 1978年6月. ISBN 978-0403021987.
7. ↑  Uhlig, Keith. Wausau 'Hmong pioneer' Thao dies at 66. Wausau Daily Herald. 2015年7月17日. 2017年2月19日閲覧.
8. ↑  Wausau Area Hmong Association. Wausau Business Directory. 2017年2月19日閲覧.
9. ↑  Downtown Retail Development Opportunities, 1984. p.72. International Council of Shopping Centers. 1984年. ISBN 9780913598368.
10. ↑  400 Block. Wausau/Central Wisconsin Convention and Visitors Bureau. 2017年2月19日.
11. ↑  Wausau Central Business District Master Plan. p.1. City of Wausau. 2000年2月28日. 2017年2月19日閲覧.
12. ↑  Athens, Wisconsin - 45 X 90 Geographical Marker: The center of the only hemisphere that awards visitors with a commemorative coin. Atlas Obscura. 2017年1月29日閲覧.
この標識は道路沿いに立てられており、実際の45×90地点とはわずかに異なる。実際の45×90地点は私有地の大豆畑の中にある。標識の左右には「実際の45×90地点はこのモニュメントの中央よりも1066.18フィート（324.97m）後方にある」という注意書きが追加されている。
13. ↑  Rib. NGS Data Sheet. U.S. National Geodetic Survey. 2017年2月2日閲覧.
14. 1 2  Historical Weather for Wausau, Wisconsin, United States of America. Weatherbase.com. 2017年1月28日閲覧.
15. ↑  First Wausau Tower. Emporis. 2017年2月2日閲覧.
16. ↑  Office Responsibilities. City of Wausau. 2017年2月22日閲覧.
17. 1 2  Title 2: Administration and Personnel. Wausau Municipal Code. City of Wausau. 2017年2月7日. 2017年2月22日閲覧.
18. ↑  General Information. City of Wausau. 2017年2月23日閲覧.
19. ↑  Wisconsin Agricultural Statistics 2014. pp.38-39. National Agricultural Statistics Service, U.S. Department of Agriculture. 2014年. 2017年2月23日閲覧.
20. ↑  "Ginseng Prices at Highest in Decades". The Post Crescent. 2010年10月19日.
21. ↑  Adams, Barry. Ginseng continues rebound in central Wisconsin. Wisconsin State Journal. 2015年10月18日. 2017年2月23日.
22. ↑  Anderson Brothers & Johnson Quarry. Wausau/Central Wisconsin Convention & Visitors Bureau. 2017年2月23日.
23. ↑  Airlines. Central Wisconsin Airport. 2017年2月24日閲覧.
24. ↑  Wausau Downtown. (Form 5010) Airport Master Record. Federal Aviation Administration. 2017年1月5日. 2017年2月24日閲覧.
25. ↑  Wisconsin Bus Stops, Wisconsin Route Map. Jefferson Lines. 2017年2月24日閲覧.
26. ↑  Bus Routes and Schedules, Route Map. City of Wausau. 2015年5月1日. 2017年2月24日閲覧.
27. ↑  Overview. University of Wisconsin-Marathon County. 2017年2月26日閲覧.
28. ↑  Majors, Certificates & Degree Options. University of Wisconsin-Marathon County. 2017年2月26日閲覧.
29. ↑  Bachelor's Degrees. University of Wisconsin-Marathon County. 2017年2月26日閲覧.
30. ↑  Wausau Campus. Northcentral Technical College. 2017年2月26日閲覧.
31. ↑  Wausau. University of Wisconsin-Green Bay. 2017年2月26日閲覧.
32. ↑  Wausau Center. Upper Iowa University. 2017年2月26日閲覧.
33. ↑  Marchetti, Louis. History of Marathon County and Representative Citizens. pp.433-434. Chicago: Richmond-Arnold Publishing. 1913年.
34. ↑  About the Library. Marathon County Public Library. 2017年2月26日閲覧
35. ↑  Yawkey House Museum, History of the Yawkee House Museum. Marathon County Historical Society. 2017年2月27日閲覧.
36. ↑  Woodson History Center. Marathon County Historical Society. 2017年2月27日閲覧.
37. ↑  About. Leigh Yawkey Woodson Art Museum. 2017年2月28日閲覧.
38. ↑  Collections. Leigh Yawkey Woodson Art Museum. 2017年2月28日閲覧.
39. ↑  Outdoor Sculpture. Leigh Yawkey Woodson Art Museum. 2017年2月28日閲覧.
40. ↑  History. The Grand Theater. 2017年2月28日閲覧.
41. ↑  Class System. Wet Planet Rafting. 2017年3月1日閲覧.
カヌーやカヤック、ラフティング等におけるホワイトウォーターの難易度はクラスI（ほとんど波立たない）からVI（極めて難しく一般には漕行不適、生命の危険も伴う）までの6段階に分類されている。クラスIIは初級者向け、IIIは中級者向けという分類になる。
42. ↑  A Whitewater Experience for all Levels. Canoeing.com. 2017年3月1日閲覧.
43. ↑  Mountain Facts, Trail Map. Granite Park Ski Area. 2017年3月1日閲覧.
44. ↑  Terrain Parks. Granite Park Ski Area. 2017年3月1日閲覧.
45. ↑  2010 U.S. Census Hmong Populations. p.25. Hmong National Development. 2013年5月. 2017年2月25日閲覧.
46. ↑  2010 U.S. Census Hmong Populations. p.3.
47. ↑  Jones, Tim. In Wausau, Hmong at another crossroads. Chicago Tribune. 2003年6月16日. 2017年2月25日閲覧.
48. ↑  OMB BULLETIN NO. 18-04: Revised Delineations of Metropolitan Statistical Areas, Micropolitan Statistical Areas, and Combined Statistical Areas, and Guidance on Uses of the Delineations of These Areas. Office of Management and Budget. 2018年9月14日.
49. ↑  American FactFinder. U.S. Census Bureau. 2011年2月4日.
50. ↑  Gibson, Campbell. Population of the 100 Largest Cities and Other Urban Places in the United States: 1790 to 1990. US Census Bureau. 2005年.